# Slots-A-Fun Casino
Slots-A-Fun Casino es un pequeño casino localizado en el Strip de Las Vegas en Winchester, Nevada y es operado por MGM Resorts International. Está localizado en el antiguo terreno del hotel Westward Ho y en la esquina este del hotel Circus Circus. 
Aunque el casino Slots-A-Fun está estrechamente asociado con el hotel y casino Circus Circus, es administrado independientemente, y ofrece su propia y singular experiencia de casino. Actualmente es uno de los casinos más pequeños localizados en el Strip, y ofrece una de las apuestas de mesas más baja en la afamada calle. Al 2007, los jugadores podían apostar tan sólo $0.50 en la ruleta, $2.00 en craps e incluso $1.00 en el blackjack. Estas mesas usualmente se llenaban increíblemente de apostadores y eran completamente inaccesibles debido a la cantidad de jugadores.  Las mesas de craps están localizadas directamente en la entrada principal del casino cerca del strip y, al igual que todas las mesas de juego en Las Vegas están físicamente localizadas cercanas al tráfico del Strip.
El casino es muy conocido por sus especiales de comida, como un hot dog de media libra por 99 centavos, $1 por una margarita o una cerveza Heineken por tan sólo $2.00. El casino tiene un Subway y un Noble Romans cerca del centro del casino. 

## Historia
Por muchos años Slots-A-Fun fue famoso por regalar a las personas palomitas de maíz, y donuts para los jugadores durante las mañanas, pero poco a poco estas promociones fueron descontinuadas.
Slots-A-Fun es el casino más pequeño del Strip de Las Vegas.